# Гвинейская лесосаванна
Гвинейская лесосаванна — экорегион в Западной Африке, который состоит из чередующихся полос леса, саванны и пастбищ, простирается с востока на запад и граничит с Нигерскими переходными лесами вблизи побережья и с Западносуданской саванной в глубине континента.

## Описание
Гвинейская лесосаванна занимает площадь 673 600 км², простираясь от западного Сенегала до восточной Нигерии, заходя на территорию Гамбии, Гвинеи-Бисау, Гвинеи, Сьерра-Леоне, Кот-д’Ивуара, Ганы, Того и Бенина. Камерунское нагорье в восточной Нигерии и Камеруне отделяет Гвинейскую лесосаванну от Лесной саванны Северного Конго, которая лежит восточнее. Дагомейский разрыв — это регион в Того и Бенине, где лесосаванна выходит на побережье, и который отделяет Верхнегвинейские леса Гвинеи, Сьерра-Леоне, Либерии, Кот-д’Ивуара и Ганы от Нижнегвинейские леса Нигерии и Камеруна.

## Флора
Этот регион преимущественно занят степями и пастбищами, которые пересекаются деревьями, растущими вдоль водных потоков и на склонах холмов, с постоянно возникающими пожарами, которые сдерживают рост деревьев на открытой местности. Lophira laceolata — это дерево, которое является более устойчивым к огню.

## Фауна
Чередование лесов и степей обеспечивает средой обитания ряд крупных видов млекопитающих, таких как лесные слоны (Loxodonta cyclotis), бегемоты (Hippopotamus amphibius), антилоп, в том числе рыжебокого дукера (Cephalophus rufilatus) и сухопутных черепах (Testudinidae), также встречаются более локализованные виды: мартышки-гусары (Erythrocebus patas) и представители семейства двуходок (Cynisca kraussi).
Водно-болотные угодья региона богаты птицами, включая изумрудного блестящего скворца (Coccycolius iris) и венценосного журавля (Balearica pavonina).

## Населённые пункты
Экорегион покрывает большие территории многих западноафриканских стран, в том числе:
- В Сенегале — большую часть южного Казаманса, включая город Зигиншор.
- Всю внутреннюю Гвинею-Бисау
- В Гвинее — полосу низинных площадей, параллельную побережью и затем спускающуюся на юго-восток от центральных гор, включая города Фрия, Киндия и Кисидугу.
- В Северной Сьерра-Леоне включает города Макени и Кабала.
- Кот-д’Ивуар — полоса по всему среднему востоку страны от департамента Туба[англ.] через второй по величине город страны Буаке.
- Широкой полосой проходит по Гане в том числе по области к востоку от озера Вольта, где главным городом является Хо.
- Того — южные плато.
- Бенин — южные районы, включая город Боикон.
- В Нигерии — большая площадь, включая города Ибадан, чьё название означает где лес встречается с саванной, столицу страны город Абуджа, Локоджу, где встречаются реки Нигер и Бенуэ, Энугу и Макурди.

## Охрана
Данная территория заселена людьми на протяжении тысячелетий и очень мало защищена от них. Из охранных территорий здесь расположен национальный парк Сьерра-Леоне Оутамба.